# Maisach (Bawaria)
Maisach – miejscowość i gmina w Niemczech, w kraju związkowym Bawaria, w rejencji Górna Bawaria, w regionie Monachium, w powiecie Fürstenfeldbruck. Leży około 5 km na północ od Fürstenfeldbruck, nad rzeką Maisach.

## Dzielnice
- Maisach
- Anzhofen
- Deisenhofen
- Diepoltshofen
- Frauenberg
- Fußberg
- Fußberg Moos
- Galgen
- Germerswang
- Gernlinden
- Gernlinden Ost
- Kuchenried
- Loderhof
- Malching
- Oberlappach
- Obermalching
- Pöcklhof
- Prack
- Rottbach
- Stefansberg
- Thal
- Überacker
- Unterlappach
- Weiherhaus
- Zötzelhofen

## Demografia
Dane o ludności z 31 grudnia 2008:
| Opis                                | Ogółem | Ogółem | Kobiety | Kobiety | Mężczyźni | Mężczyźni |
| ----------------------------------- | ------ | ------ | ------- | ------- | --------- | --------- |
| Jednostka                           | osób   | %      | osób    | %       | osób      | %         |
| Populacja                           | 12 790 | 100    | 6463    | 50,53   | 6327      | 49,47     |
| Wiek przedprodukcyjny (0–17 lat)    | 2506   | 19,59  | 1225    | 9,58    | 1281      | 10,02     |
| Wiek produkcyjny (18–65 lat)        | 8095   | 63,29  | 4028    | 31,49   | 4067      | 31,8      |
| Wiek poprodukcyjny (powyżej 65 lat) | 2189   | 17,11  | 1210    | 9,46    | 979       | 7,65      |

## Polityka
Wójtem gminy jest Hans Seidl z CSU, poprzednio urząd ten obejmował Gerhard Landgraf, rada gminy składa się z 24 osób.
|      | CSU | SPD | Zieloni | EG/FW | FW | BFGGM | Razem |
| 2008 | 10  | 3   | 3       | 2     | 6  | -     | 24    |
| 2002 | 10  | 6   | 1       | 3     | 3  | 1     | 24    |